# UBE2C
UBE2C‏ (UBE2C protein) هوَ بروتين يُشَفر بواسطة جين UBE2C في الإنسان.